# Тилло, Адольф Андреевич
Адольф Андреевич Тилло (11 ноября 1846 — октябрь 1918, Саратов) — действительный статский советник, Эстляндский вице-губернатор (1885—1885), Саратовский вице-губернатор (1885—1888), Ставропольский вице-губернатор (1888—1893), меценат, первый председатель Саратовской учёной архивной комиссии.

## Биография
Адольф Андреевич Тилло (1846—1918) происходил из старинного французского дворянского рода, переселившегося в Россию и принявшего российское подданство.
Воспитывался в 1-м Павловском военном училище в Петербурге. Не окончив курс обучения, перешел на гражданскую службу.
С 1868 года работал в штате канцелярии Оренбургского генерал-губернатора, служил чиновником по особым поручениям, начальником уезда, уездным судьей. Участвовал в походах губернатора на Ак-Тюбе, реку Эмба, Эмбу, Муходжарские горы. 1869 Тилло избрали членом-сотрудником Императорского Российского географического общества. В 1871 году провел первую народную перепись азиатских кочевников, писал о пустыне Азии Азии.
1875 Адольфа Тилло назначили советником Костромского губернского правления.
28.03.1885 назначен Эстляндским вице-губернатором, в конце того же года Адольфа Андреевича перевели в Саратов на должность вице-губернатора.
C 19.12.1885 по 24.11.1888 Саратовский вице-губернатор. Здесь он обзавелся семьёй, женившись Аглаиде Петровне Тюльпиной, внучке известного саратовского купца 1-й гильдии Петра Федоровича Тюльпина.
12 декабря 1886 года на учредительном собрании Саратовской учёной архивной комиссии Адольф Тилло большинством голосов был избран первым ее председателем. Много сил приложил для организационного становления комиссии, оказывал ей постоянную моральную и материальную поддержку. В 1911 подарил архивной комиссии свой дом.
После ухода губернатора А. А. Зубова из Саратова Тилло не сошёлся с его преемником А. И. Косичем и перевёлся на ту же должность в Ставрополь Кавказский. Свой уход из Саратова он мотивировал так: «Одно из двух: или губернаторство, или сатрапия»
C 24.11.1888 по 18.02.1893 Ставропольский вице-губернатор.
В 1888 году под руководством Тилло впервые осмотрены и проведены двухдневные раскопки руин золотоордынского города Бельджамен.
В 1894, согласно просьбе, уволен со службы в чине действительного статского советника.
Умер в 1918, похоронен на кладбище Спасо-Преображенского мужского монастыря в Саратове.